# Мірей Матьє
Мірей Матьє (фр. Mireille Mathieu; *22 липня 1946) — французька співачка.

## Біографія

### Дитинство
Мірей Матьє народилася 22-го липня 1946 року в місті Авіньйон, на півдні Франції. Вона була найстаршою у сім'ї, де після неї з'явилося ще 13 дітей.
Її батько Роже витесував надгробки для авіньйонського цвинтаря. Він мріяв також стати співаком, маючи чудовий тенор. Сім'я жила в дерев'яному бараку, дах якого протікав у дощ, а вітер задував у вікна й двері. Коли Мірей було 15 років, сім'я перебралася жити до 5-кімнатної квартири, субсидованої урядом, де була незнана досі розкіш — ванна кімната! «Це був найкращий день у моєму житті», — згадує Мірей, — «я вперше прийняла ванну! Це було надзвичайне відчуття».
Щоранку пані Матьє ішла по продукти і дуже ретельно прораховувала, що купити. Кожен франк був на рахунку. Роже Матьє заробляв лише 200 франків на тиждень у свого батька, який очолював скромний сімейний бізнес.
Загалом сімейний прибуток не перевищував 1800 франків на місяць, з яких 190 франків складали місячну ренту. Частенько мати Марсель Матьє страждала від нападів мігрені, намагаючись звести кінці з кінцями, особливо коли треба було купити одяг для одного, білизну для іншого та взуття для всіх.
Оскільки Мірей була найстаршою, вона дуже скоро відчула тягар своїх обов'язків. Кожна кімната була ретельно прибрана. «У нас вдома можна було їсти на підлозі!» — захоплено розповідає Мірей.

### Дебют
«Мені було 4 роки, коли я вперше співала для публіки». Це була нічна літургія.
Часто слухаючи спів великих артистів по радіо й телебаченню, Мірей також мріяла стати відомою співачкою. Вона мріяла про аудиторію, ширшу за коло її родини чи друзів. Її ідолом, зразком для наслідування була Едіт Піаф. Ще у школі під час уроків шиття друзі часто просили її заспівати «La vie en rose».
Коли її було прийнято навчатися співу, Мірей постійно чула від свого викладача вокалу Лор Кольєр, що у професії співака набагато більше покликаних, ніж дійсно вибраних. «Знай: щоб бути співачкою, ти мусиш бути сильною — і фізично, і морально. У тебе набагато більше шансів зрештою опинитися в копиці сіна, ніж на сидінні Роллз-Ройса». «Не сумніваюся», — відповідала Мірей, — «але ж той, хто не ризикує, ніколи не перемагає, правда?»
Вона дебютувала в 1962-му році на пісенному конкурсі Авіньйону «У моєму кварталі співають», але невдало — довелося задовольнятися другим місцем. Через рік Мірей пробує знову і… нова невдача. Але вона не здається, і її третя спроба нарешті увінчалася успіхом — після перемоги вона одержує запрошення виступити в телепередачі «Теле-Діманш» у Парижі.
21 листопада 1965 року маленька тендітна дівчинка з'являється на французьких телеекранах. Не проходить і року, як її ім'я стає відомим в кожному куточку країни. А незабаром про неї дізнається цілий світ.
Через день після тріумфу Мірей на телебаченні її майбутній імпресаріо Джонні Старк підписує контракт із її батьком, і всього через чотири тижні вона з'являється на сцені Олімпії, найпрестижнішого концертного залу Франції.

### Співачка

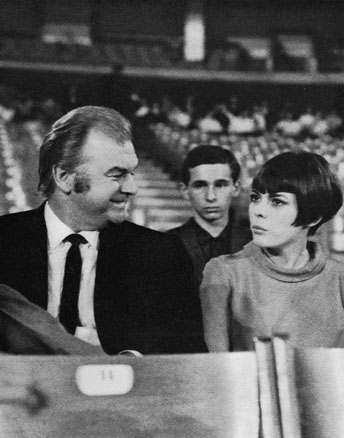
Джонні Старк і Мірей Матьє

Джонні Старк, професійний продюсер, помітив у Матьє неабиякий талант, але, визнаючи це, він попереджає її: «Не забувай, що ти дебютантка. Я змушу тебе працювати, як віл, я не дам тобі спуску, і я буду безжальним. Подумай про це; ти ще можеш відмовитись. Якщо ти готова слухатись мене, тяжко працювати і невпинно йти до успіху, я зроблю з тебе дійсно гарну, велику, справжню зірку».
Він знав: що б не трапилося, вона вистоїть, бо для неї спів — над усе. Джонні передав її під опіку керівника оркестру Поля Моріа, який вчив її не «завивати», як це називав Старк.
А згодом — репетиції, фотозйомки, інтерв'ю, яких Старк ніколи не пропускав, хореографія, уроки французької та англійської, гімнастика. Старк продовжував твердити, що нечуваний успіх Мірей і неймовірна швидкість, з якою до неї приходила популярність, навряд чи були чудом. Вона любить працю заради праці.
У періоди найщільніших графіків, що супроводжувалися чисельними записами, на зразок того, коли Мірей завойовувала публіку США, їй доводилося спати не більше 4 годин на добу. Гаслом для неї, глибоко релігійної, стали слова: «Мій Бог і моя праця». 15 березня вона знялася в шоу Еда Саллівана, найпопулярнішій телепрограмі США з 50-мільйонною аудиторією. Наступного дня шоу вийшло в ефір, і мало великий успіх. Америка була вражена голосом співачки з Авіньйона. Після були Лас-Вегас, Голлівуд, інтерв'ю, запрошення. У Нью-Йорку, де вона була гостею шоу Мерва Гріффіна, Матьє досягла піка популярності.
Репертуар Мірей Матьє складається з пісень про кохання. «Для мене музика — найкращий спосіб освідчитись у коханні», каже співачка.
Мірей Матьє стає «амбасадоркою французької пісні». Продавши понад 100 мільйонів платівок по всьому світу і маючи репертуар, що складається з понад 1000 пісень французькою, німецькою, англійською, італійською, іспанською, провансальською, каталанською, японською, китайською, російською та фінською мовами, вона виступала перед найрізноманітнішою публікою майже у всіх країнах. Її вітали глави урядів, вона відвідала всі чотири сторони світу. Мірей була першою західною виконавицею, яка дала концерти в Китаї.
«У житті співака», — стверджує Мірей, — «не самі лише тріумфи й приємні спогади; є дні, коли ти мусиш виходити на сцену тоді, коли тобі цього найменше хочеться. І ти мусиш усміхатися, у той час як твоє серце — деінде через якусь неприємну подію, — ти мусиш просто тримати її в собі. Або втома, про яку ти мусиш забути, бо завіса всупереч усьому повинна піднятися. Дарма, що твоє серце у розпачі, коли тобі треба співати про радість; і не має значення, що ти до смерті лякаєшся, коли спалахує світло».
Її батько Роже помер у 1985-му, а її імпресаріо Джонні Старк у 1989-му. Мірей продовжує співати понад 30 років, з допомогою своєї сестри Монік, яка ніколи її не покидає, помічниці Івонн та віри.

## Дискографія
Повну дискографію співачки наведено на її сайті.

### Диски, випущені за кордоном
- Chansons d'or — 1984
- La demoiselle d'Orleans/Made In France — 1985
- Les grandes chansons francaises — 1985
- Apres toi — 1986
- Rencontres de femmes — 1987
- The Best of Mireille Mathieu — 1988
- Les plus grands succes de Mireille Mathieu — 1988
- Les plus grands succes — 1966—1970, 1988
- Les plus grands succes Vol. 1-2. — 1970—1975, 1988
- Les plus grands succes. Vol. 1-3. — 1976—1985, 1988
- L'Americain — 1989
- Hymne а l'amour/Himno al amor — 1990
- Ce soir je t'ai perdu — 1990
- Mireille Mathieu — 1991
- Mireille Mathieu chante PIAF — 1993
- Vous lui direz… — 1995

### Диски, випущенні вСРСР
- «Mireille Mathieu chante Francis Lai» — 1976
- «Merveilleuse Mireille» 1976
- «L'amour et la vie» 1977
- «Мирей Матье» 1978
- «French collection» 1987
- «Mireille Mathieu à Moscou» 1987